# Grofovi i vojvode Valoisa
Ovo je popis grofova i vojvoda Valoisa, pokrajine na sjeveru Francuske. Glavni je grad bio Crépy-en-Valois.

## Grofovi

### Karolinzi
- Pipin (II.), grof Vermandoisa i Valoisa — sin kralja Bernarda Talijanskog
- Pipin III. od Vermandoisa i Valoisa — sin svog prethodnika
- Herbert I. od Vermandoisa — brat svog prethodnika
- Ermenfroi
- Rudolf I. od Ostreventa — također grof Amiensa i Vexina
- Rudolf II. od Vexina
- Gautier I. od Vexina
- Gautier II. od Vexina — sin svog prethodnika
- Rudolf III. od Valoisa
- Rudolf IV. – muž Ane Kijevske
- Šimun od Crépyja — postao redovnik
- Adela od Valoisa — Šimunova sestra
- Herbert IV. od Vermandoisa — potomak Pipina te suprug Adele, kćeri Rudolfa IV.
- Odo od Vermandoisa (Odo Ludi)
- Adelajda — Odova sestra, grofica Vermandoisa i Valoisa te supruga Huga

### Dinastija Capet
- Hugo I. Veliki — sin Henrika I. i Ane Kijevske
- Rudolf I. od Vermandoisa
- Rudolf II. od Vermandoisa
- Filip od Elzasa
- Kraljevski posjed
- Ivan Tristan

### Dinastija Valois
- Kraljevski posjed
- Karlo I.
- Filip I.
- Kraljevski posjed
- Filip II.
- Kraljevski posjed
- Luj I. od Orléansa

## Vojvode
- Karlo od Orléansa
- Luj XII. Francuski

Kraljevski posjed
- Franjo I. Francuski

Kraljevski posjed
- Margareta od Valoisa

Kraljevski posjed
- Gaston od Orléansa
  - Ivan Gaston od Valoisa
- Filip I. od Orléansa
  - Filip Karlo od Valoisa
  - Aleksandar Luj od Orléansa
- Filip II. od Orléansa
- Luj od Orléansa (1703. – 1752.)
- Luj Filip I. od Orléansa
  - Luj Filip, kralj Francuza
- Luj Filip II. od Orléansa
- Luj Filip, kralj Francuza